# Meerwasserentsalzungsanlage Witsand

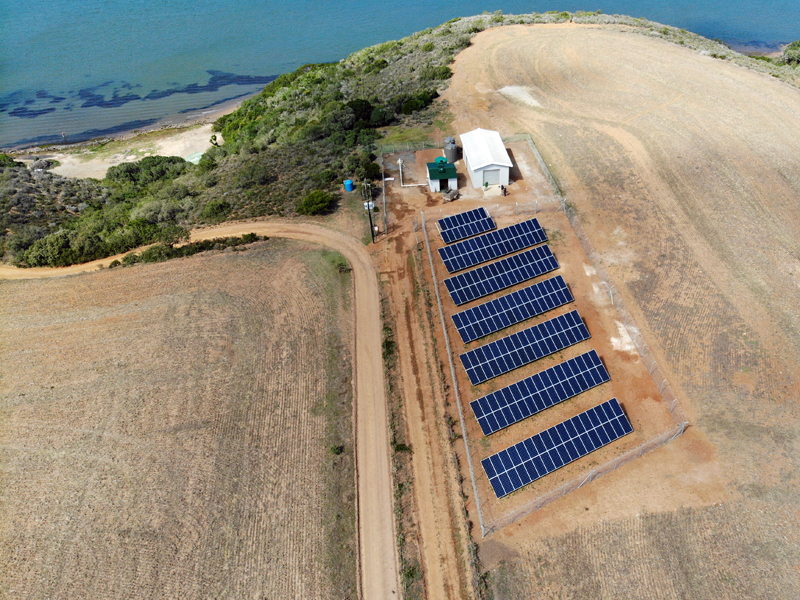
Meerwasserentsalzungsanlage Witsand (2019)

Die Meerwasserentsalzungsanlage Witsand (englisch Witsand Solar Desalination Plant, WSDP) befindet sich nahe der südafrikanischen Küste am Indischen Ozean und westlich des Ortes Witsand in der Lokalgemeinde Hessequa. Sie dient der kommunalen Trinkwasserversorgung in einer durch Trockenheit gekennzeichneten Region.

## Technische Beschreibung
Zur Trinkwassererzeugung wird in diesem Wasserwerk eine Technologie auf Basis der Umkehrosmose eingesetzt. Zu diesem Zweck wird linksseitig dem Ästuar des Breede River etwa 6 Kilometer stromaufwärts seiner Mündung in den Indischen Ozean salzhaltiges Wasser entnommen, das sich hier mit der Abflussmenge aus seinem Einzugsgebiet mischt und einen saisonalen Salinitätsgradienten erzeugt.
Die energietechnische Besonderheit besteht darin, dass der gesamte Betriebsstrombedarf dieser Anlage durch Solarenergie gedeckt wird. Sie ist die erste Anlage in Südafrika, die auf dieser technischen Grundlage für den kommunalen Bedarf Trinkwasser erzeugt. Sie wurde mit einer Leistungsaufnahme von 72,3 kWh konzipiert.
Täglich können mit Solarenergie (etwa 8,5 Stunden) 120.000 Liter Trinkwasser erzeugt werden, was einer stündlichen Leistung von etwa 14.000 Litern entspricht. Durch Inanspruchnahme von Eskom-Strom ist die täglich erzeugbare Trinkwassermenge bis auf 300.000 Liter steigerungsfähig.

## Rahmenbedingungen
Die Basis für dieses Pionierprojekt bildete ein Vertrag zwischen der Provinzregierung Western Cape und dem Finanzministerium Frankreichs, der die gemeinsame Finanzierung sicherte. Inländisch und sachlich zuständig ist das Ministerium für Umweltfragen und Planung (Western Cape Department of Environmental Affairs & Development Planning, DEADP) der Provinzregierung. Nach dieser Vereinbarung entstand innerhalb von wenigen Monaten eine funktionsfähige Wasserentsalzungsanlage, die durch Turnkey Water Solutions (TWS) und das französische Unternehmen Mascara Renewable Water in Zusammenarbeit mit regionalen Partnern geplant und errichtet wurde. Die offizielle Inbetriebnahme erfolgte am 11. Februar 2019 im Rahmen eines Festaktes unter Anwesenheit regionaler Verantwortungsträger und des französischen Botschafters Christophe Farnaud.